# Jan Stanisław Bury
Jan Stanisław Bury (ur. 1977) – polski politolog, arabista, dyplomata, nauczyciel akademicki. Od 2018 do 2022 ambasador RP w Arabii Saudyjskiej.

## Życiorys
Absolwent Instytutu Orientalistycznego Uniwersytetu Warszawskiego (2002), doktorat obroniony w 2006 (temat: Obraz metod śledczych stosowanych przez szurtę-policję kalifatu - w średniowiecznej literaturze arabskiej; promotorka – Danuta Madeyska). Studiował także w Uniwersytecie Kuwejckim, Oksfordzkim, El Manar w Tunisie oraz Uniwersytecie im. Radbouda w Nijmegen. W latach 2005–2008 analityk ds. bliskowschodnich w Polskim Instytucie Spraw Międzynarodowych.
Od 2008 do 2017 adiunkt w Instytucie Prawa Międzynarodowego, Unii Europejskiej i Stosunków Międzynarodowych Uniwersytetu Kardynała Stefana Wyszyńskiego. Wykładał również w Uniwersytecie Warszawskim, Akademii Dyplomatycznej PISM i Studium Polityki Zagranicznej PISM, Collegium Civitas, Uniwersytecie Technicznym w Dreźnie oraz w Ankarze. W pracy naukowej specjalizuje się w stosunkach międzynarodowych we współczesnym świecie arabskim oraz problematyce bezpieczeństwa międzynarodowego i teleinformatycznego. Zasiada w Radzie Redakcyjnej pisma naukowego „Cryptologia”. Jest autorem 100 artykułów, książek, analiz i recenzji, w tym współautorem monografii dotyczącej prawa karnego islamu.
W styczniu 2018 został ambasadorem RP w Arabii Saudyjskiej, z jednoczesną akredytacją na Oman i Jemen. Zakończył kadencję 31 maja 2022.
Zna języki: angielski, arabski i hiszpański oraz komunikatywnie: hebrajski i rosyjski. Jest żonaty, ma dwoje dzieci.

## Wybrane publikacje
- Prawo karne islamu, Warszawa 2007 (wraz z Jerzym W. Kasprzakiem).
- Polish codebreaking during the Russo-Polish war of 1919–1920, West Point 2004.
- The UN Iraq-Kuwait Observation Mission, Londyn 2003.